# Joanna Pacuła
Joanna Pacuła (Tomaszów Lubelski, 2 de janeiro de 1957) é uma atriz polonesa. Estudou artes dramáticas em Varsóvia.

## Biografia
Joanna se graduou na Academia de Teatro de Varsóvia e Teatro Dramático de Varsóvia em 1981. No mesmo ano ela conhece o diretor Roman Polanski, o cineasta a recomenda para o papel principal no filme Mistério no Parque Gorky, sua estreia no cinema americano. Com esse filme, ela acaba sendo indicada ao Globo de Ouro. Fez dezenas de outros filmes dos mais variados gêneros e participou de várias séries de TV.

## Filmografia
- 1977 - Barwy Ochronne
- 1978 - Akcja Pod Arsenalem (Duska Bytnar)
- 1978 - Nie Zaznasz Spokoju (Bozena Kaczmarek)
- 1979 - Córka Albo Syn (Irena)
- 1979 - Ultima noapte de dragoste (Lena)
- 1979 - Zerwane Cumy (Maryska)
- 1980 - Dom (Ewa Szymosiuk-Talar)
- 1980 - Zielona Milosc (Jola Morawiecka "Sarna")
- 1981 - Czule Miejsca
- 1982 - Jan Serce" (Gabi)
- 1982 - Yokohama
- 1983 - Mistério no Parque Gorky (Irina Asanova)
- 1984 - 07 Zglos Sie
- 1986 - Crossings" (1986) (Marissa Freilich)
- 1986 - Not Quite Paradise (Gila)
- 1987 - Death Before Dishonor (Elli)
- 1987 - Fuga de Sobibor (Luka)
- 1988 - Sweet Lies (Joelle)
- 1988 - O Beijo Mortal (Felice)
- 1989 - Breaking Point (Anna/Diana)
- 1990 - E.A.R.T.H. Force (Diana Randall)
- 1990 - Marked for Death (Leslie)
- 1991 - The Good Policeman
- 1991 - O Quebra-Cabeça (Tracy)
- 1992 - Black Ice (Vanessa)
- 1992 - Condition: Critical (Dra. Lena Poole)
- 1992 - Eyes of the Beholder (Diana Carlyle)
- 1992 - Villa Del Venerdì, La (Alina)
- 1992 - Paixão Assassina
- 1993 - Every Breath (Lauren)
- 1993 - Private Lessons II (Sophie Morgan)
- 1993 - Tombstone (Kate)
- 1993 - Under Investigation (Abbey Jane Strong)
- 1993 - Warlock II: O Armageddon (Paula Dare)
- 1994 - C'è Kim Novak al Telefono (Emilia)
- 1994 - Deep Red (Monica Quik)
- 1994 - Silenzio Dei Prosciutti, Il (Lily Wine)
- 1995 - Captain Nuke and the Bomber Boys (Brenda Franelli)
- 1995 - Last Gasp (Nora Weeks)
- 1995 - Not Like Us (Anita Clark)
- 1995 - Timemaster (Evelyn Adams)
- 1997 - Business for Pleasure (Anna)
- 1997 - En Brazos de la Mujer Madura (Marta)
- 1997 - Heaven Before I Die (Selma)
- 1997 - The Haunted Sea (Mate Bergren)
- 1998 - Error in Judgment (Liz)
- 1998 - My Giant (Lilliana Rotaru)
- 1998 - Options (Princess Nicole)
- 1998 - Sweet Deception (Risa Gallagher)
- 1998 - The White Raven (Julia Konneman)
- 1999 - Crash and Byrnes (Lissette)
- 1999 - Dead Man's Gun (Yvonne Ballinger)
- 1999 - The Art of Murder (Elizabeth Sheridan)
- 1999 - Vírus (Nadia Vinogradiya)
- 2000 - Brutally Normal (Gogi)
- 2001 - No Place Like Home (Ms. Klein)
- 2001 - The Hit (Sonia)
- 2002 - Cupid's Prey (Iris Wetherton)
- 2002 - Night Visions
- 2002 - Robbery Homicide Division (Trisha Sandifer)
- 2002 - Warrior Angels (Elizabeth)
- 2003 - Lightning: Bolts of Destruction (Dra. Valery Landis)
- 2004 - Dead Easy (Teresa Storm)
- 2004 - Dinocroc (Paula Kennedy)
- 2004 - Moscow Heat (Sascha)
- 2004 - Padrino, El (Jessica Lancaster)
- 2005 - Jake in Progress (Elsa Winters)
- 2005 - The Cutter (Elizabeth Teller)
- 2006 - Forget About It (Talia Nitti)
- 2006 - Honor (Rose)
- 2007 - When Nietzsche Wept (Mathilda)
- 2008 - Black Widow (Olivia)
- 2008 - Good God Bad Dog (Ruth Averill)